# Boissy-le-Châtel
Boissy-le-Châtel is een gemeente in het Franse departement Seine-et-Marne (regio Île-de-France) en telt 2988 inwoners (2005). De plaats maakt deel uit van het arrondissement Meaux.

## Geografie
De oppervlakte van Boissy-le-Châtel bedraagt 9,9 km², de bevolkingsdichtheid is 301,8 inwoners per km².
De onderstaande kaart toont de ligging van Boissy-le-Châtel met de belangrijkste infrastructuur en aangrenzende gemeenten.

## Demografie
Onderstaande figuur toont het verloop van het inwonertal (bron: INSEE-tellingen).